# Stefano Luongo
Stefano Luongo (ur. 5 stycznia 1990 w Chiavari) – włoski piłkarz wodny grający na pozycji środkowego napastnika, reprezentant Włoch, olimpijczyk z Tokio 2020, mistrz świata.

## Kariera reprezentacyjna
Od 2011 reprezentuje Włochy na zawodach międzynarodowych. Z reprezentacją uzyskał następujące wyniki:
| Rok  | Impreza                                | Miejsce   | Pozycja    |      |                                    |       |            |
| ---- | -------------------------------------- | --------- | ---------- | ---- | ---------------------------------- | ----- | ---------- |
| Rok  | Impreza                                | Miejsce   | Pozycja    | 2015 | Mistrzostwa Świata w Pływaniu 2015 | Kazań | 4. miejsce |
| 2019 | Mistrzostwa Świata w Pływaniu 2019     | Gwangju   | 1. miejsce |      |                                    |       |            |
| 2020 | Mistrzostwa Europy w Piłce Wodnej 2020 | Budapeszt | 6. miejsce |      |                                    |       |            |
| 2021 | Letnie Igrzyska Olimpijskie 2020       | Tokio     | 7. miejsce |      |                                    |       |            |